# 亚尔萨列

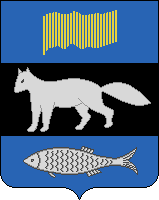
图章

亚尔萨列（俄语：Яр-Сале）是俄罗斯亚马尔-涅涅茨自治区一村庄，亚马尔区行政中心，距自治区首府萨列哈尔德189km。
该村始建于1927年，于1932年成为亚马尔区首府。2002年人口4872，其中涅涅茨人占62%，其他民族占38%。2010年人口6486。